# Städtisches Heinrich-Heine-Gymnasium
Das Städtische Heinrich-Heine-Gymnasium (kurz: HHG) ist ein naturwissenschaftlich-technologisches sowie sprachliches Gymnasium im Münchner Stadtteil Neuperlach.

## Geschichte
Das Gymnasium wurde 1979 in München-Neuperlach gegründet. Im Jahre 1987 wurde eine Schulbibliothek für Schüler und Lehrer eröffnet.

## Schulleben und Besonderheiten

### Fremdsprachen und Profilrichtungen
Als erste Fremdsprache wird Englisch unterrichtet. Unabhängig von der Ausbildungsrichtung kann als zweite Fremdsprache Französisch oder Latein gewählt werden. In der sprachlichen Profilrichtung wird als dritte Fremdsprache Spanisch gelehrt.
Das Bildungsangebot wird durch einen Wahlunterricht ergänzt. In den nachfolgenden schulischen Profilrichtungen und sonstigen Fachbereichen können die Schüler ein Wahlunterrichtsangebot wahrnehmen bzw. folgende Arbeitsgemeinschaften besuchen:
- Musischer Bereich: z. B. Unterstufen-, Mittelstufen- und Oberstufen-Chor, Vororchester, Schulband, Orchester, Instrumentalunterricht, Bläserklasse, Film, Theater[4][5]
- Sportlicher Bereich: z. B. Tennis, Judo, Tischtennis, Leichtathletik, Geräteturnen, Schwimmen, Kanu, Kajak, Bouldern, Badminton, Beachvolleyball, Volleyball[4][5]
- Fremdsprachlicher Bereich: z. B. Vorbereitung auf die Prüfung DELF[4][5]
- EDV-Bereich: z. B. Programmieren ROBOLAB, Multimedia/Homepage[4][5]
- Sonstiger Bereich: z. B. Schulsanitätsdienst, Technik, Schulgarten, Schach[4][5]

### Konzept „Münchner Weg“
Im Rahmen des Münchner Wegs wird unter Einbeziehung von Studierzeiten, Trainingsstunden, Lerncoaching, Skill-Stunden und zusätzlichen Angeboten ein Ganztagsunterricht angeboten.

### Kooperationen
Mit ansässigen Unternehmen und mit stadtteilbezogenen Einrichtungen wird eine intensive Zusammenarbeit gepflegt, beispielsweise mit der Hochschule München und der Technischen Universität München.

### Schulbibliothek
Die schuleigene Bibliothek verfügt über etwa 12.000 Bücher, darunter etwa 2500 Jugendbücher und 20 Zeitschriftentitel (Stand: Mai 2022). Der Bestand orientiert sich an den Bedürfnissen der Schülerinnen und Schüler.

### MINT-EC
Das Gymnasium ist als eine von 64 MINT-EC-Schulen in Bayern (Stand: 2024) berechtigt, Schülern das MINT-EC-Zertifikat zu erteilen.